# Scott Barron
Scott Barron (ur. 27 sierpnia 1974 w Dublinie) – irlandzki tenisista, reprezentant kraju w Pucharze Davisa, olimpijczyk z Atlanty (1996).

## Kariera tenisowa
W zawodowym gronie tenisistów Barron startował w latach 90. XX. Wygrał dwa turnieje w singlu i trzy w deblu o randze ITF. W rankingu gry pojedynczej najwyżej był na 263. miejscu (19 marca 2001), a w klasyfikacji gry podwójnej na 390. pozycji (1 grudnia 1997).
W latach 1993–2001 reprezentował Irlandię w Pucharze Davisa notując bilans siedemnastu zwycięstw i trzynastu porażek.
W 1996 Barron zagrał w konkurencji gry podwójnej igrzysk olimpijskich w Atlancie wspólnie z Owenem Caseyem odpadając w pierwszej rundzie z Kanadyjczykami Grantem Connellem i Danielem Nestorem.